# Mama Rahua
Mama Rahua è una delle protagoniste femminili del mito dei cosiddetti Ayar, raccolto da Pedro Sarmiento de Gamboa nella sua "Historia indica"  e ripreso da molti antichi autori spagnoli nelle loro opere sulle origini degli Inca.
Mama Rahua non ha, in queste leggende, un ruolo di primo piano. Assieme alle sue sorelle, quattro in tutto, accompagna i quattro fratelli che come lei sono sorti, già adulti da una caverna mitica, alla ricerca della sede futura degli Inca.
Le diverse vicissitudini, che gli otto giovani devono affrontare, provocano la successiva scomparsa di tre di loro, finché l'unico rimasto, Manco Cápac, giunto nella valle del Cuzco, fonda la futura capitale dell'impero andino.
Manco Capac sceglie per sposa la sorella Mama Ocllo, da cui avrà due figli, ma accoglie nella sua famiglia anche le altre tre sorelle, tra cui appunto Mama Rahua. Non pare però che questa unione avesse riferimenti coniugali, malgrado il regime poligamico seguito, in futuro, dai sovrani inca. Le cronache spagnole sono esplicite al riguardo ed escludono ogni relazione tra Manco Capac e le sue sorelle che contribuiscono peraltro alla costruzione del nucleo primordiale dello stato incaico.